# سد سهرین ۱
سد سهرین۱ یک از سدهای در دست بهره‌برداری استان زنجان می‌باشد.